# ラシャ・スラカ
ラシャ・スラカ（Raša Sraka  1979年10月10日- ）は、スロベニアのリュブリャナ出身の柔道選手。階級は70kg級。身長174cm。

## 人物
ジュニア時代は63kg級の選手だったが、シニアになると70kg級に階級を上げた。2004年のアテネオリンピックでは3回戦で上野雅恵に有効を取られて敗れた。2005年の世界選手権では初戦で上野に効果で勝つが、準決勝ではフランスのジブリズ・エマヌに敗れたものの、3位決定戦でドイツのアネット・ベームを破って3位となった。2008年の北京オリンピックには出場できなかった。2009年の世界選手権では7位に終わったが、準々決勝で渡邊美奈に袖釣込腰で一本負けした際には何度も畳を拳で叩いて悔しがって見せた。2010年の世界選手権では準々決勝でフランスのリュシ・ドコスに敗れるが、3位決定戦でオランダのエディス・ボッシュを有効で破って3位となった。2012年のロンドンオリンピックでは7位に終わった。現在はスロベニア軍に所属している。

## 主な戦績
63kg級での戦績
- 1997年 - ヨーロッパジュニア　2位
- 1998年 - 世界ジュニア　3位
- 1998年 - ヨーロッパジュニア　3位
- 1999年 - ブルガリア国際　優勝
- 1999年 - ミリタリーワールドゲームズ　2位

70kg級での戦績
- 2000年 - 世界学生　3位
- 2001年 - オーストリア国際　3位
- 2001年 - 地中海競技大会　優勝
- 2002年 - ブルガリア国際　3位
- 2002年 - ヨーロッパ選手権　3位
- 2003年 - ブルガリア国際　優勝
- 2003年 - ヨーロッパ選手権　優勝
- 2003年 - ミリタリーワールドゲームズ　3位
- 2004年 - ロシア国際　3位
- 2004年 - ブルガリア国際　2位
- 2004年 - オーストリア国際　3位
- 2004年 - ドイツ国際　3位
- 2004年 - ポーランド国際　2位
- 2004年 - エストニア国際　優勝
- 2004年 - ヨーロッパ選手権　3位
- 2005年 - ブルガリア国際　優勝
- 2005年 - ドイツ国際　2位
- 2005年 - 地中海競技大会　2位
- 2005年 - 世界選手権　3位
- 2006年 - ブルガリア国際　優勝
- 2006年 - ロシア国際　2位
- 2007年 - ミリタリーワールドゲームズ　2位(78kg級)
- 2009年 - ワールドカップ・ソフィア　3位
- 2009年 - グランプリ・ハンブルク　3位
- 2009年 - グランプリ・チュニス　優勝
- 2009年 - 地中海競技大会　2位
- 2009年 - 世界選手権　7位
- 2010年 - ワールドマスターズ　5位
- 2010年 - グランプリ・デュッセルドルフ　3位
- 2010年 - ヨーロッパ選手権　2位
- 2010年 - グランプリ・チュニス　2位
- 2010年 - グランドスラム・リオデジャネイロ　3位
- 2010年 - 世界選手権　3位
- 2010年 - グランプリ・アブダビ　優勝
- 2010年 - グランドスラム・東京　3位
- 2011年 - ワールドマスターズ　5位
- 2011年 - ワールドカップ・ウランバートル　優勝
- 2011年 - ワールドカップ・アピア　3位
- 2012年 - グランプリ・デュッセルドルフ　優勝
- 2012年 - ヨーロッパ選手権　3位
- 2012年 - グランプリ・バクー　優勝
- 2012年 - ロンドンオリンピック　7位